# Championnat de Guinée-Bissau de football 1974-1975
Navigation
Édition suivante
La saison 1974-1975 du Championnat de Guinée-Bissau de football est la première édition de la Primeira Divisião, le championnat de première division en Guinée-Bissau. Treize équipes se retrouvent au sein d'une poule unique où elles s'affrontent à deux reprises. En fin de saison, il n'y a aucune équipe reléguée et la meilleure formation de Segunda Divisião est promue.
C'est le Clube de Futebol "Os Balantas" qui remporte la compétition cette saison après avoir terminé en tête du classement final, avec un seul point d'avance sur l'UDI Bissau et quatre sur le Sporting Clube de Bissau. C'est le premier titre de champion de Guinée-Bissau de l'histoire du club.

## Les clubs participants
- Sporting Clube de Bissau
- Sporting Clube de Bafatá
- UDI Bissau
- Sport Bissau e Benfica
- Ténis Clube de Bissau
- Desportivo de Gabú
- Clube de Futebol "Os Balantas"
- Ajuda Sport de Bissau
- Estrela Negra de Bolama
- Atlético Clube de Bissorã
- Desportivo Recreativo Cultural de Farim
- Bula Futebol Clube
- Futebol Clube de Cantchungo

## Compétition

### Classement
Le classement est établi sur le barème de points suivant : victoire à 2 points, match nul à 1, défaite à 0.
| Rang | Équipe                                  | Pts | J  | G  | N | P  | Bp | Bc | Diff |
| ---- | --------------------------------------- | --- | -- | -- | - | -- | -- | -- | ---- |
| 1    | Clube de Futebol "Os Balantas"          | 35  | 24 | 14 | 7 | 3  | 54 | 27 | +27  |
| 2    | UDI Bissau                              | 34  | 24 | 14 | 6 | 4  | 50 | 32 | +18  |
| 3    | Sporting Clube de Bissau                | 31  | 24 | 11 | 9 | 4  | 33 | 19 | +14  |
| 4    | Sport Bissau e Benfica                  | 29  | 24 | 12 | 5 | 7  | 55 | 31 | +24  |
| 5    | Sporting Clube de Bafatá                | 28  | 24 | 12 | 4 | 8  | 39 | 29 | +10  |
| 6    | Ajuda Sport de Bissau                   | 27  | 24 | 11 | 5 | 8  | 37 | 33 | +4   |
| 7    | Ténis Clube de Bissau                   | 23  | 24 | 10 | 3 | 11 | 36 | 40 | -4   |
| 8    | Atlético Clube de Bissorã               | 22  | 24 | 10 | 2 | 12 | 40 | 41 | -1   |
| 9    | Desportivo Recreativo Cultural de Farim | 21  | 24 | 7  | 7 | 10 | 33 | 36 | -3   |
| 10   | Bula Futebol Clube                      | 20  | 24 | 8  | 4 | 12 | 37 | 47 | -10  |
| 11   | Estrela Negra de Bolama                 | 19  | 24 | 8  | 3 | 13 | 37 | 48 | -11  |
| 12   | Futebol Clube de Cantchungo             | 16  | 24 | 6  | 4 | 14 | 32 | 51 | -19  |
| 13   | Desportivo de Gabú                      | 7   | 24 | 2  | 3 | 19 | 22 | 71 | -49  |

|  | Qualification pour la Coupe des clubs champions africains 1976 |

## Bilan de la saison
| Championnat de Guinée-Bissau de football 1974-1975 |                                            |
| Champion                                           | Clube de Futebol "Os Balantas" (1er titre) |
| Coupes et trophées                                 |                                            |
| Vainqueur de la Coupe de Guinée-Bissau 1974-1975   | Non disputée                               |
| Qualifications continentales                       |                                            |
| Coupe des clubs champions africains 1976           | Clube de Futebol "Os Balantas"             |
| Coupe des Coupes 1976                              | Aucun                                      |
| Promotions et relégations                          |                                            |
| Promus en Primeira Divisião                        | Futebol Clube de Tombali                   |
| Relégués en Segunda Divisião                       | Aucun                                      |